# Jeanne Moreau
Jeanne Moreau (Pariz, Francuska, 23. siječnja 1928. – Pariz, 31. srpnja 2017.) bila je francuska filmska i kazališna glumica i redateljica. 
Rođena je u Parizu u obitelji francusko-englesko-irskog porijekla. Majka, engleskinja rodom iz Lancashirea, bila je plesačica u Folies Bergereu. U mladosti studira na pariškom konzervatoriju. 1947. debitira u kazalištu na Avignonskom festivalu, te je već u svojim dvadesetima jedna je od vodećih glumica u Comédie-Française. Nakon 1951. glumi epizodne uloge na filmu, i krajem 1950-ih surađuje s renomiranim redateljima, posebno s Louisom Malleom u filmovima Dizalo za stratište (1958.) i Les Amants (1959.), nakon čega ju mediji proglašavaju novom Brigitte Bardot. Zahvaljujući postignutom uspjehu idućih godina surađuje s nizom redatelja francuskog novog vala, kao Françoisom Truffautom u filmu Jules i Jim (1962.), koji se smatra jednom od njenih najznačajnijih uloga. 
Ističu se također i uloge u filmovima Noć (1961.) Michelangela Antonionija, Falstaff (1965.) Orsona Wellesa, Dnevnik jedne sobarice (1964.) Luisa Buñuela, Posljednji tajkun (1976.) Elie Kazana, Querelle Rainera Wernera Fassbindera i Do kraja svijeta (1991.) Wima Wendersa. Osim glumom, na filmu se bavi i režijom, produkcijom i pisanjem scenarija. Kao glazbenica objavila je nekoliko albuma, te je jednom nastupila zajedno s Frankom Sinatrom na pozornici Carnegie Halla u New Yorku. 
Jeanne Moreau bila je prijateljica istaknutih pisaca i umjetnika Jeana Cocteaua, Jeana Geneta, Henryja Millera, i Marguerite Duras. Bliska je prijateljica Sharon Stone. Orson Welles svojevremeno nazvao ju je najznačajnijom glumicom na svijetu.

## Izabrana filmografija
- Dizalo za stratište (1958.)
- Les amants (1959.)
- Moderato cantabile (1960.)
- Noć (1961.)
- Jules i Jim (1962.)
- Dnevnik jedne sobarice (1964.)
- Viva Maria! (1965.)
- Nevjesta u crnom (1968.)
- Posljednji tajkun (1976.)
- Querelle (1982.)
- Do kraja svijeta (1991.)
- I Love You, I Love You Not (1996.)

## Vanjske poveznice
- Jeanne Moreau u internetskoj bazi filmova IMDb-u (engl.)